# 호쿠단정
호쿠단정(北淡町)은 효고현 쓰나군에 있던 정이다. 현재의 아와지시에 해당한다. 아와지섬의 북서단에 위치했다.

## 지리
아와지시마 섬 서북단에 위치하며, 1995년 한신 아와지 대지진으로 인해 발생한 노시마 단층, 세계 최대의 아카시 해협 대교 등으로 유명하다.

## 역사
- 1955년 3월 22일 - 도시마정, 아사노촌, 이쿠와촌, 니이촌, 노지마촌, 무로쓰촌이 합병해 호쿠단정이 성립하였다.
- 2005년 4월 1일 - 이와지정, 쓰나정, 이치노미야정, 히가시우라정과 합병해 아와지시가 성립, 동일 호쿠단정은 폐지되었다.

## 교육

### 고등학교
- 효고현립 아와지고등학교

### 중학교
- 효고현립 호쿠단 중학교

### 초등학교
- 효고현립 도시마초등학교
- 효고현립 아사노초등학교
- 효고현립 이쿠와초등학교
- 효고현립 노지마초등학교
- 효고현립 니이초등학교
- 효고현립 무로쓰초등학교